# باولا فرنسيس
باولا فرنسيس (بالإنجليزية: Paula Francis)‏ هي صحفية أمريكية، ولدت في 12 مارس 1952 في كوينز في الولايات المتحدة.

## وصلات خارجية
- باولا فرنسيس على موقع IMDb (الإنجليزية)
- باولا فرنسيس على موقع قاعدة بيانات الفيلم (الإنجليزية)